# (9263) Khariton
(9263) Khariton (1976 SX5) – planetoida z pasa głównego asteroid okrążająca Słońce w ciągu 5,56 lat w średniej odległości 3,14 j.a. Odkryta 24 września 1976 roku.